# 大川栄二
大川 栄二（おおかわ えいじ、1924年3月31日 - 2008年12月5日）は、群馬県桐生市出身の実業家、美術品蒐集家。大川美術館創設者・初代館長。

## 経歴・人物
群馬県桐生市生まれ、実家は畳屋であった。桐生高等工業学校（現・群馬大学工学部）染色化学科卒業。1946年、三井物産入社。1969年、株式会社ダイエーへ移り、副社長を経て1976年にマルエツ株式会社（旧サンコー）代表取締役社長。1981年、株式会社ダイエー取締役副社長、株式会社ダイエーオーエムシー（旧ダイエーファイナンス）代表取締役会長。中内㓛社長付きの部長という肩書きで、新店舗開発など最前線で指揮をとり、急成長するダイエーを影から支えた。1990年、ダイエーを退職。
若い頃から芸術に興味のあり、1949年から52年にかけて肺結核のための入院療養の間、画家が描いた週刊誌の表紙を収集し、これがのちの美術作品コレクションの原点となった。株などで増やした資産で積極的に名画を買い増し、自己のコレクションを充実させていった。特にピカソ、ルオーといった巨匠のみではなく、国内の若い画家の作品も積極的に蒐集した。実業界を引退後、1986年、愛媛県越智郡玉川町（現・今治市玉川町）の玉川近代美術館開館に協力、1988年には、「小さな街に美術館を」という構想の下、故郷の桐生市水道山の中腹にあった第一勧銀社員寮を改築し大川美術館を開館、理事長兼館長に就任した。
1988年、玉川近代美術館美術館名誉館長。1995年、群馬県総合表彰。2005年、群馬県文化功労賞。2008年、大動脈弁狭窄症のため死去した。享年84。

## 親族
母方のいとこにパイオニア創業者の松本望がいる。

## 大川美術館

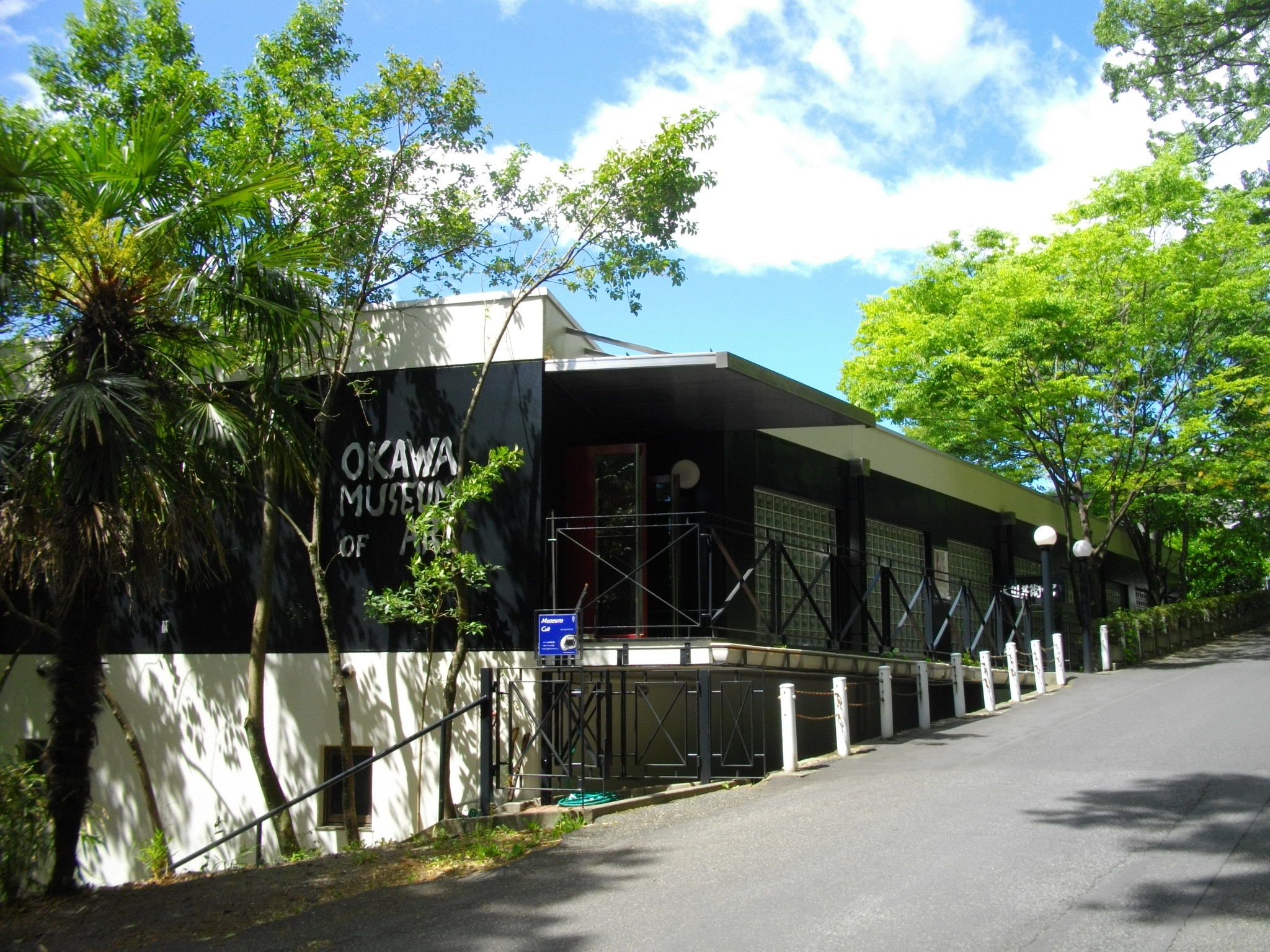

大川栄二が40年をかけて収集した作品約6500点を収蔵。既存の美術史にとらわれず、松本竣介、野田英夫の作品を中心に、二人と交友のあった画家、もしくは影響を受けた、あるいは影響を与えたと考えられる画家たちの作品を収集・展示。大川独自の企画による企画展も多数開催した。

## 著作
- 『美の経済学』（東洋経済新報社、1984年）
- 『美のジャーナル　その投資と常識のウラ』（形象社、1989年）
- 『父と子のために　絵のみかた　たのしみかた』（クレオ、1993年）
- 『美術館の窓から　僕はこころの洗濯屋』（芸術新聞社、1993年）
- 『二足の草鞋と本音人生』（上毛新聞社、2003年）
- 『新・美術館の窓から』（財界研究所、2004年）